# Stefano Luongo
Stefano Luongo (Chiavari, 1990. január 5. –) világbajnok (2019), Európa-bajnoki ezüstérmes (2010) olasz válogatott vízilabdázó, center, az Acquachiara játékosa. Bátyja, Michele Luongo, szintén vízilabdázó.